# SP-423
A SP-423 é uma rodovia transversal do estado de São Paulo, administrada pelo Departamento de Estradas de Rodagem do Estado de São Paulo (DER-SP).

## Denominações
Recebe as seguintes denominações em seu trajeto:
Nome:	Luiz Delbem, Rodovia
- De - até:	BR-153 (Nova Granada) - Palestina
- Legislação:	LEI 12.851 DE 26/03/2008

## Descrição
Principais pontos de passagem: BR-153 (Nova Granada) - Palestina

## Características

### Extensão
- Km Inicial: 0,000
- Km Final: 36,000

### Localidades atendidas
- Nova Granada
- Mangaratu
- Onda Branca
- Palestina
- Duplo Céu